# Клинар, Аня
Аня Клинар (словен. Anja Klinar, род. 3 апреля 1988, Есенице) — словенская пловчиха, призёр чемпионатов Европы. Член сборной Словении по плаванию. Участница летних Олимпийских игр 2004, 2008, 2012 и 2016 годов.

## Биография
Аня Клинар научилась плавать и стала систематически заниматься этим видом спорта с пятилетнего возраста в Есенице. Плавать она начала в пятилетнем возрасте в Есенице. В возрасте восьми лет перешла тренироваться в плавательный клуб «Радовлица», за который и выступала под руководством тренера Михи Поточника на протяжении всей своей карьеры.
В юношеском возрасте Аня Клинар смогла установить несколько национальных рекордов и завоевывала титулы национальной чемпионки. В 2001 году на Юношеском олимпийском фестивале она добилась своего первого международного успеха, выиграв заплыв на дистанции 200 метров комплексным плаванием.
В 2003 году она стала чемпионкой Европы среди юниоров в комплексном плавании на дистанции 400 метров, а через год — чемпионкой в комплексном плавании на 200 метров. В том же году она выиграла свою первую медаль на чемпионате Европы среди взрослых, а именно бронзу в дисциплине 400 метров комплексным плаванием, вместе с Сарой Исакович стала самой молодой участницей олимпийской сборной Словении на Олимпийских играх 2004 года в Афинах, заняла 13-е место.
В 2005 году она выиграла золотую и серебряную медали на Средиземноморских играх. На чемпионатах Европы она регулярно выходила в финал, но долго не могла завоевать медали.
На Олимпийских играх 2008 года в Пекине она заняла 16-е место в комплексном плавание на дистанции 400 метров, установив новый национальный рекорд. В 2012 году на чемпионате Европы по плаванию на короткой воде в эстафетном заплыве 4 по 200 метров вольным стилем она завоевала бронзовую медаль.
На Олимпийских играх в Лондоне она финишировала десятой в комплексном плавание на дистанции 400 метров, 11-й в комплексном плавании на дистанции 200 метров и 14-й в составе эстафетной команды Словении 4 по 200 метров вольным стилем.
На летних Олимпийских играх в Рио-де-Жанейро в 2016 году, словенская пловчиха приняла участие в четвёртой для себя Олимпиаде, но вновь выступила безуспешно.
В 2009 и 2010 годах Аня Клинар была названа лучшим словенским пловцом года.